# كنيسة الشيطان
كنيسة الشيطان هي في الأصل مُنظمة وقد يطلق عليها شبكة تضم مجموعة من الذين يمارسون الديانة الشيطانية كما كُتب في الإنجيل الشيطاني الذي كتبه انتون سزاندور لافي في 1969. لقد وصفها كاهنها الأعلى بأنها ديانة الملحدين الذين في الحقيقة لايؤمنون بالله أو إبليس أو الحياة بعد الموت، وبناء على ذلك يجب أن يستمتع الناس بحياتهم الحالية وأن يحيوها كاملة أو كما يحلو لهم.

## التاريخ
تأسست كنيسة الشيطان في سان فرانسيسكو، كاليفورنيا، في 30 أبريل 1966، بواسطة انتون سزاندور ليفي، الذي كان الكاهن الأعلى حتي موته في 1997.
في الخمسينات، كون أنتون ليفي مجموعة سماها دائرة «الترابزويد» التي مع مرور الوقت أصبحت الجسم الحاكم لكنيسة الشيطان. هؤلاء الذين اشتركوا أو الذين حضروا اجتماعات ليفي منهم:
- البارونة كارين دي بليزن (التي تربت في القصر الملكي في الدنمارك).
- د. سيسيل نيكسون (ساحر، غامض، وصانع آلات إنسانية)
- كينيث انجر (صانع أفلام متخفي).
- رسل ولدن (مساعد مستشار المدينة).
- دونالد ويربي (واحد من ألمع المقاولين في سان فرانسيسكو).
- الأنثروبولوجي مايكل هارنر.
- الكاتبة شانا الكساندر.
- الجراح وفنان التاتو الشهير حفيد رئيس الولايات المتحدة فرانكلين روزفيلت وصاحب المصانع الرائدة في تصنيع الآليات.

آخرون اشتركوا مع ليفي في ذلك الوقت منهم كتاب الخيال العلمي والرعب هم:
- أنتوني باوشر
- أوجست ديرلث
- روبرت بربور جونسون
- ريجنالد بيتنور
- أيميل بيتاجا
- ستيوارت بالمر
- كلارك أشتون سميث
- فوريست ج اكرمان

وفي السنة الأولى من وجود أنتون ليفي وكنيسة الشيطان جذبت اهتمام الإعلام عندما تمت زيجة شيطانية علنا بين جوديث كاس والصحفي جون رايموند. مراسم الزواج قد صورها جو روزنتال الذي التقط صورة «رفع العلم في أيو جيما» الشهيرة أثناء الحرب العالمية، حدث آخر تم علنا هو جنازة لعضو كنيسة شيطان وضابط بحري إدوارد أولسون بناء على طلب من زوجته.
كنيسة الشيطان قد ذكرت في العديد من الكتب وكانت عنوان تحقيقات صحفية ومقالات في عدد من المجلات والصحف أثناء الستينات والسبعينات، وأيضا كانت موضوع فيلم وثائقي شامل اسمه «ساتينس» (1970). ظهر ليفي في فيلم كينيث انجر «ندائتي لأخي الجني»، وكخبير تقني في فيلم «مطر الشيطان» الذي مثل فيه إرنست بورجنين وويليام شاتنر، وكان الظهور الأول لجون ترافولتا. كنيسة الشيطان نفسها قدمت جزء من فيلم لويجي سكاتيني «انجيلي بلانكا، انجلي نيجرا»، الذي أطلق في الولايات المتحدة باسم «ويتشكرافت 70».
في منتصف السبعينات، صنع ليفي خلاف في كنيسة الشيطان وذلك باقتلاع نظام ال«جروتو» من الكنيسة واقتلاع بعض الأشخاص الذي ظنهم يستخدمون الكنيسة كبديل للإنجازات في العالم الخارجي (خارج الكنيسة)، بعد ذلك أصبح الإنجاز الهام في المجتمع هو المعيار في تحقيق تقدم في كنيسة الشيطان. في نفس الوقت، أصبح ليفي أكثر حرصا في اختيار اللقائات الصحفية. التغيير المفاجيء في الأعمال خلف «الباب المغلق» أدي إلى بعض الشائعات عن نهاية الكنيسة، وحتى شائعات عن موت ليفي نفسه.
في الثمانينات، أصوات من ضمنها المسيحيون، ومعالجون اختصاصيون في استرجاع الذاكرة، واهتمام متجدد من الإعلام حول مؤامرات إجرامية تتعلق بكنيسة الشيطان. أعضاء من كنيسة الشيطان هم:
- بيتر هـ جيلمور
- بيجي نادراميا
- بويد رايس
- آدم بيرفاري
- ديابولوس ركس
- المويسقي كينج دايموند

كانوا ناشطين في لقائات إعلامية لتفنيد ادعائات عن أي نشاط إجرامي. الـمكتب التحقيقات الفيدرالي قدم لاحقا تقرير رسمي يفند أي نظرية مؤامرة إجرامية في ذلك الوقت، هذه الظاهرة أصبحت معروفة باسم «الصرع الشيطاني».
في الثمانينات والتسعينات، كانت كنيسة الشيطان وأعضائها ناشطين جدا في إنتاج أعمال فنية، سينمائية وموسيقية وأفلام ومجلات مكرسة للشيطانية. الأكثر ملاحظة دار فيرال هاوس للنشر لصاحبها آدم بارفيري، وموسيقي بويد رايس، والموسيقية الغامضة في ديسموند هايس-لينج، وأفلام نيك بوجس وأهمها فيلمه الوثائقي «كلام الشيطان: مدافع انتون لافي». واستمرت كنيسة الشيطان محل انتباه الصحف والمجلات أثناء ذلك الوقت.
بعد موت انتون سزاندور ليفي مركزه كرأس كنيسة الشيطان انتقل إلى زوجته (القانونية) بلانش برتون. حتى هذا اليوم ظلت بلانش مشتركة في الكنيسة، على أي حال في 2001 بدلت مكانها مع إثنين من أقدم أعضاء الكنيسة بيتر هـ جيلمور وبيجي نادراميا، الكاهن الأعلى والكاهنة الأعلى الحاليين لكنيسة الشيطان وناشري مجلة «الشعلة السوداء»، المجلة الرسمية لكنيسة الشيطان. المكتب الرئيسي لكنيسة الشيطان أيضا قد تحرك من سان فرانسيسكو لمدينة نيويورك (مانهاتن، حي مطبخ جهنم)، حيث يسكن الزوجين. كنيسة الشيطان لاتعترف بأي منظمات أخرى تدعي معرفة عن الشيطانية وممارستها، رغم ذلك كنيسة الشيطان تعرف أن لاأحد يجب أن يكون عضواً في الكنيسة حتى يكون شيطاني حقيقي.
العديد من الصور الشهيرة في وقت من الأوقات شاركوا في كنيسة الشيطان علنا منهم:
- كينيث أنجر
- كينج دايموند
- مارلين مانسون
- بويد رايس
- مارك الموند
- الكالين تريو عازف جيتار ومغني مات سكيبا
- لاعب الطبول ديريك جرانت
- المصارع المحترف جوناثان ريشتر
- والمصارع المحترف بالز ماهوني
- الصحفي مايكل مونيهان
- سامي دافيس جونيور
- والفنان كووب

بما أن كنيسة الشيطان لاتعطي معلومات عن أعضائها علناً فعدد أعضاء كنيسة الشيطان غير معروف.
في السادس من يونيو 2006، أقامت كنيسة الشيطان أول «قداس شيطاني» علناً في مسرح ستيف آلن في لوس آنجلوس، الطقوس تمت كما مكتوب وموضح في كتابين «الإنجيل الشيطاني» و«الطقوس الشيطانية» وقاد الطقوس الكاهن براين موور والكاهنة هايثر سينز.

## العضوية
كنيسة الشيطان لديها نوعان من الأعضاء: أعضاء مسجلين، وأعضاء ناشيطين. الأعضاء المسجلين هم ببساطة تم تسجيلهم كأعضاء، وليس هناك أي إنجاز في الحصول على هذا المركز.
ليكون الشخص معرف كعضو نشيط هو اشتراكه في الكنيسة ومع أعضائها القريبين منه، العضوية النشيطة مقسمة إلى خمس درجات:
- الدرجة الأولى: شيطاني.
- الدرجة الثانية: مشعوذ\ساحرة.
- الدرجة الثالثة: كاهن\كاهنة.
- الدرجة الرابعة: كاهن أعلى\كاهنة أعلى.
- الدرجة الخامسة: ماجوس\ماجا

الأعضاء الناشطون يبدأون عند الدرجة الأولى، ويجب على الشخص أن يتقدم للعضوية وأن يقبل كعضو ناشط وذلك بواسطة الإجابة على سلسة كبيرة من الأسئلة. غير ممكن أن يقدم شخص الدرجة أعلى، حيث أن متطلبات الدرجات الأعلى غير مطروحة علناً، الترقية لدرجة أعلى بالدعوة فقط. الأعضاء من الدرجة الثالثة إلى الدرجة الخامسة يمثلون الكهانة، وقد يطلق عليهم لقب «قسيس»، أعضاء الدرجة الخامسة أيضا يطلق عليهم «دكتور».

## الماضي والحاضر: كهنة كنيسة الشيطان
- انتون لافي: المؤسس والكاهن الأعلى 1966 - 1997.
- دايان لافي: شريك مؤسس والكاهنة الأعلى 1966 - 1984.
- زينا لافي: ابنة انتون لافي ودايان، الكاهنة الأعلى 1985 - 1990.
- كارلا لافي: ابنة انتون لافي وكارول، الكاهنة الأعلى 1990 - 1997.
- بلانش بارتون: مساعدة انتون، الكاهنة الأعلى 1997 -2002 (الآن هي ساحرة معبد ركس).
- بيتر هـ جيلمور: الكاهن الأعلى حاليا 2002، الدرجة الخامسة: ماجوس.
- بيجي نادراميا: الكاهنة الأعلى حاليا 2001.

## الكتابات الأساسية عن الشيطانية
الشيطانيون داخل كنيسة الشيطان أخذوا هذه التعاليم عن كيفية الحياة.

### التصريحات الشيطانية التسع
1. شيطان
2. الشيطان يمثل الوجود الحيوي بدلا من أحلام اليقظة الروحانية.
3. الشيطان يمثل الحكمة النقية بدل خداع النفس ونفاقها.
4. الشيطان يمثل التسامح لمن يستحقه بدلا من الحب الضائع على ناكري الجميل.
5. الشيطان يمثل الانتقام بدلا من إدارة الأخذ الآخر.
6. الشيطان يمثل المسؤولية للإنسان المسؤول بدل من الاهتمام بمصاصي الدماء البشريين.
7. الشيطان يمثل الإنسان، تماما كحيوان آخر، أحيانا أحسن وأغلب الوقت أسوأ من الذين يمشون على الأربع، لأنه بسبب تطوره الروحي والعقلي أصبح أشرس حيوان على الأرض.
8. الشيطان يمثل جميع الذنوب المزعومة التي تؤدي إلى ارتياح جسدي، عقلي أو نفسي.
9. الشيطان هو أحسن صديق للكنيسة فهو الذي أبقاها على قيد الحياة حتى اليوم.

### الذنوب الشيطانية التسع
1. الغباء. - وهو أكبر الذنوب وهو الخطيئة الشيطانية الكبرى.
2. الطمع. - وتعتبر كما الغباء.
3. الأنانية.
4. خداع النفس. خداع النفس بتصور انك شيء كثير بينما في الحقيقة أنت لا شيء.
5. الانسجام مع القطيع. الانسجام مع الاغبياء والفاشلون والغير شيطانيون
6. نقص وجهة النظر. - التكلم في شيء من غير ذكاء
7. نسيان العقائد القديمة. - العقيدة الشيطانية الابليسية الحقيقية للبشرية
8. الغرور الغير منتج. - الغرور الغير ملزم
9. نقص الحس الجمالي. نقص التألق

### كتب انتون لافي
- الإنجيل الشيطاني.
- الطقوس الشيطانية.
- الساحرة الشيطانية.
- مفكرة الشيطان.
- الشيطان يتكلم.

## وصلات

### كنيسة الشيطان
- تاريخ كنيسة الشيطان

### بعض كتابات انتون لافي
- التصريحات الشيطانية التسع
- الاحدي عشر قانون للشيطان في الأرض
- الذنوب الشيطانية التسع
- الخطة الخماسية: برنامج الخمس نقاط
- أقوي دين في العالم: الشيطانية
- كيف تنطق لغة الشياطين
- رسائل من الشيطان

### عن انتون لافي
- انتون سزاندور لافي: من هو لافي؟